# بی‌یارنه استراس‌تروپ
بیارنه استراس تروپ (به دانمارکی: Bjarne Stroustrup) (زاده ۳۰ دسامبر ۱۹۵۰ در دانمارک) دانشمند علوم کامپیوتر، بیشتر به‌خاطر ایجاد و توسعه زبان سی‌پلاس‌پلاس به‌شهرت رسید. وی در حال حاضر پروفسور دانشگاه A&M تگزاس است. استراس‌تروپ توسعه سی‌پلاس‌پلاس (که سی باکلاس نامیده می‌شد) را در سال ۱۹۷۹ شروع کرد.
وی همچنین کتاب استانداردی برای زبان سی پلاس پلاس تحت عنوان The C++ Programming Language نوشت، که هم‌اکنون در ویرایش ۴ به سر می‌برد. متن کتاب ۲ بار ویرایش شده و بازتاب‌دهنده تحولات زبان و کارهای کمیته استانداردسازی زبان است.

## تدریس و کارهای آکادمیک

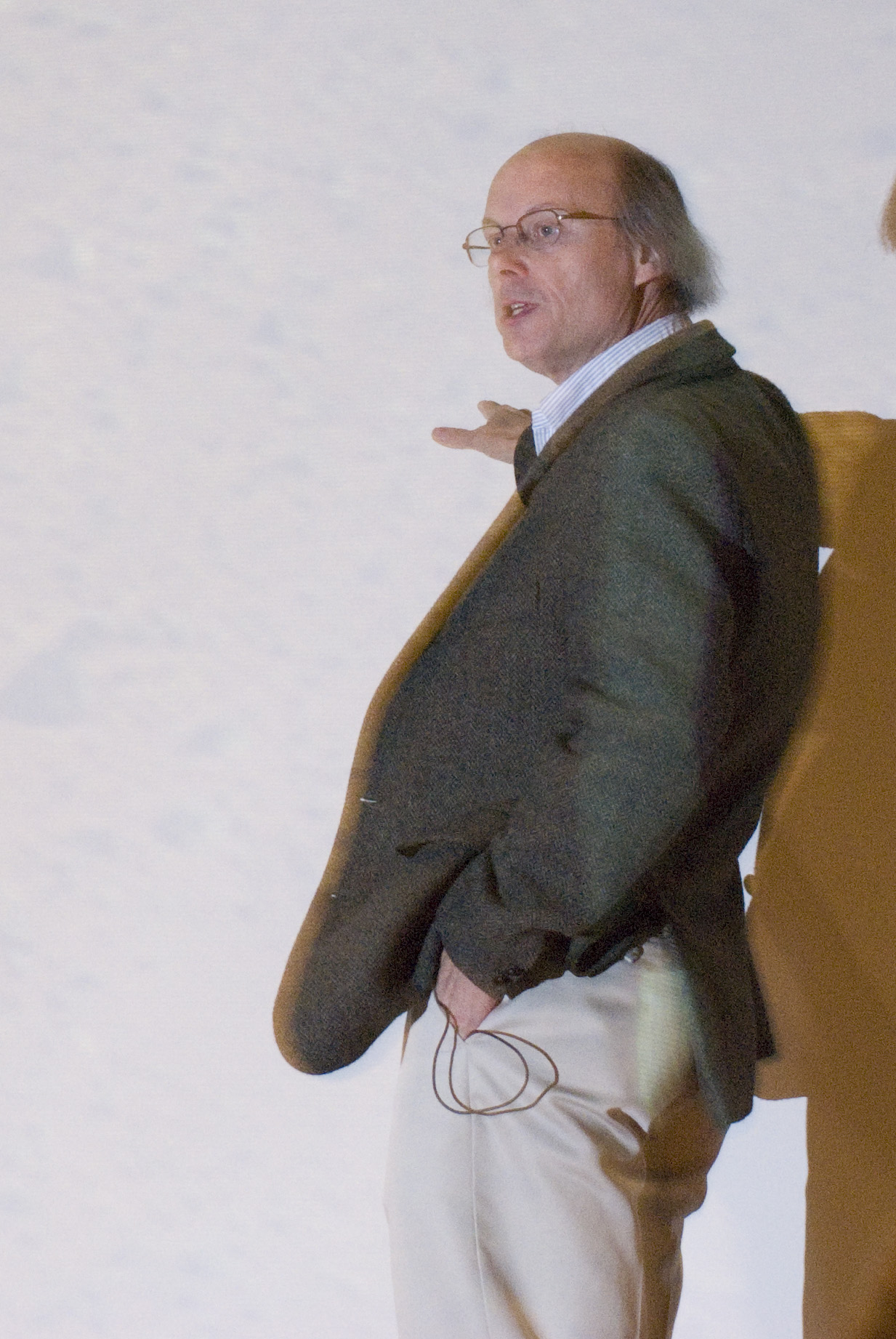
بیارنه استراس تروپ در حال سخنرانی در دانشگاه ایالتی کنت دربارهٔ ++C به سال ۲۰۰۷

استراس تروپ در ریاضیات و علوم کامپیوتر (۱۹۷۵) داری درجه استادی از دانشگاه آرهوس دانمارک، و Ph.D. در علوم کامپیوتر (۱۹۷۹) از دانشگاه کمبریج انگلستان است. او از زمان پیدایش زبان سی پلاس پلاس تا سال ۲۰۰۲ رئیس بخش پژوهش برنامه‌نویسی در مقیاس بزرگ آزمایشگاه ای‌تی-اند-تی بود. استراس‌تروپ در سال ۲۰۰۴ عضو افتخاری آکادمی ملی مهندسان شد. او همچنین عضو ACM و انجمن مهندسان برق و الکترونیک است.
او در حال حاضر به‌عنوان استاد و رئیس دانشسرای مهندسان علوم کامپیوتر دانشگاه ِی-اند-ام تگزاس مشغول به‌کار است.

## جوایز
۱۹۹۳-ACM جایزه معتبر Murray Hpper
۲۰۰۴- جایزه پیشگام در علوم کامپیوتر از IEEE
۲۰۰۵- جایزه William Procter Prize برای موفقیت علمی
۲۰۰۸- جایزه برتری Dr. Dobb در برنامه‌نویسی